# ジョー・ルイス・ウォーカー
ジョー・ルイス・ウォーカー（Joe Louis Walker、1949年12月25日 - 2025年4月30日）は、アメリカ合衆国のブルース・ギタリスト、歌手、ソングライター、音楽プロデューサーである。彼はブルースの古いスタイルや楽曲も取り上げるなど、ブルースの歴史について豊富な知識を持っていたことも特徴の一つと言える。
NPRミュージックは彼のことを「力強く、魂を揺さぶる、激しく、気骨に溢れる存在であり、モダン・ブルースの境界線を打ち破る象徴的なレジェンドだ」 とした 。別のジャーナリストは次のように述べている。「もしブルースを感情を暗示する柔軟性を秘めた言語としてではなく、あくまでも厳格な音楽の形式として捉えようとするならば、ロバート・クレイ、ラリー・ガーナー、ジョー・ルイス・ウォーカー、ジェイムズ・アームストロングといった存在は新しく分類しにくいタイプであり、彼らの音楽はソウル、ロック、ジャズ、ゴスペルといった多様な要素を先人たちが到達し得なかった洗練性をもって取り込んだという意味において、ブルースというよりはブルースのようなものというべきなのかも知れない」。

## 来歴
ウォーカーは、1949年12月25日、カリフォルニア州サンフランシスコに生まれた。出生名は、ルイス・ジョセフ・ウォーカー・ジュニア。彼の家族は音楽一家であり、ルイスは幼い頃から T-ボーン・ウォーカー、B.B.キング、ミード・ルクス・ルイス、エイモス・ミルバーン、ピート・ジョンソンらの影響を受けて育った。8歳でギターを始め、16歳の頃には既にベイエリアの音楽シーンで知られた存在となっていた。10代の頃から公の場で演奏活動をする一方、様々な音楽から影響を受けていった。中でも特に影響を受けたのは、ウィルソン・ピケット、ジェームス・ブラウン、ボビー・ウォーマック、オーティス・レディングといったボーカリストであった。キャリアの初期だったこの頃、ウォーカーはジョン・リー・フッカー、J.J.マローン、バディ・マイルズ、オーティス・ラッシュ、セロニアス・モンク、ザ・ソウル・スターラーズ、ウィリー・ディクスン、チャーリー・マッスルホワイト、スティーヴ・ミラー、ニック・ロウ、ジョン・メイオール、アール・フッカー、マディ・ウォーターズ、ジミ・ヘンドリックスといった人たちと共演を重ねた。1968年にはマイク・ブルームフィールドと親しくなり、彼が不慮の死を遂げるまで何年もの間ルームメイトだった。
ブルームフィールドの死は、ウォーカーにとって人生の転機となった。彼はブルースの世界から去って、サンフランシスコ州立大学に入学し、音楽と英語の学位を取得した。この時期ウォーカーはレギュラーでスピリチュアル・コリンシアンズ・ゴスペル・カルテットと共にステージに立っている。1985年のニューオーリンズ・ジャズ&ヘリテッジ・フェスティバルへ出演後、彼は再び自らのブルース・ルーツに戻ることを決断。バンド「ボストーカーズ」を結成し、ハイトーン・レコードと契約した。ブルース・ブロムバーグとデニス・ウォーカーのサポートを得て、1986年、デビュー・アルバム『Cold Is The Night』をリリースした。彼は海外へのツアーに出るようになり、ハイトーンからその後更に4枚のアルバムをリリースした。
ハイトーンとの長きに渡る契約関係の後、ウォーカーはポリグラム傘下のヴァーヴ/ジタン・レーベルと契約。1993年に同レーベルからの1枚目『Blues Survivor』がリリースとなった。その後、1999年にかけて、同レーベルからは計6枚のアルバムをリリースしている。1993年には、B.B.キングのグラミー賞受賞作『Blues Summit』には、ウォーカーのオリジナル曲「Everybody's Had The Blues」でのキングとウォーカーのデュエットを聴くことができる。この作品に続き、DVDがリリースされ、そこでも両者のデュエット（T-ボーン・ウォーカーの「T-Bone Shuffle」）が収録された。
1994年の『JLW』では、ゲストとしてジェイムズ・コットン、ブランフォード・マルサリス、タワー・オブ・パワーのホーン・セクションがフィーチャーされている。この頃、ウォーカーはツアーで、ノース・シー・ジャズ・フェスティバル、モントルー・ジャズ・フェスティバル、グラストンベリー・フェスティバル、サンフランシスコ・ブルース・フェスティバル、ラシアン・リヴァー・ジャズ、モンタレー・ジャズ・フェスティバルなど世界的に著名なフェスティバルに繰り返し出演するようになっている。ウォーカーは、またコナン・オブライエン、ジュールズ・ホランドのテレビ番組をはじめ、ジョージ・W・ブッシュ大統領の就任式、など世界規模でのテレビ出演もしている。
1995年リリースの『Blues Of The Month Club』はスティーヴ・クロッパーが共同プロデュース。続く2枚も彼がプロデューサーとして関わった。1997年の『Great Guitars』では、ボニー・レイット、バディ・ガイ、タジ・マハール、クラレンス・"ゲイトマウス"・ブラウン、オーティス・ラッシュ、スコティ・ムーア、ロバート・ロックウッド・ジュニア、マット・"ギター"・マーフィー、スティーヴ・クロッパー、タワー・オブ・パワー、アイク・ターナーという錚々たるゲストが参加している。
ジェイムズ・コットンの1996年の作『Deep In The Blues』では、ウォーカーがゲスト参加してギターをプレイした。このアルバムはグラミー賞の最優秀トラディショナル・ブルース・アルバム賞を受賞している。この年、ウォーカーはブルース音楽賞の年間バンド賞を受賞。これは、彼にとって1988年、1991年に続く3つ目のブルース音楽賞となった。
2002年には、彼はボ・ディドリーへのトリビュート・アルバム『Hey Bo Diddley - A Tribute』に参加し、「Who Do You Love?」を披露している。
2008年3月、ウォーカーはストーニー・プレイン・レコードと契約し、翌4月に、デューク・ロビラードのプロデュースの下、同レーベルからの1作目『Witness To The Blues』をレコーディングした。このアルバムはロビラードに加えトッド・シャープヴィルが参加。同年9月にリリースとなっている。レーベル2作目『Between A Rock And The Blues』は2009年9月にリリースされた。ここには「ザ・トゥナイト・ショー・ウィズ・ジェイ・レノ」の音楽監督として知られるケヴィン・ユーバンクスがゲスト参加した。同作は翌年のブルース音楽賞で5部門でノミネートされている。
2012年、ウォーカーはシカゴのブルース・レーベル、アリゲーター・レコードと契約し、『Hellfire』をリリース。これはトム・ハムブリッジがプロデュースし、ビルボード誌は次のように絶賛した。「ウォーカーの作品としては最も強力なものの一つだ。Hellfireは泥臭いブルース、喜びに満ちたゴスペル、ローリング・ストーンズ流のロック、そして感傷的なR&Bあらゆるものを炸裂させている。ウォーカーのギター・プレイは、素晴らしくそして激しい。Hellfireはウォーカーの美徳の最高のショーケースだ。」2014年にはアリゲーターはこれに続く作品『Hornet's Nest』をリリース。これも同様にハムブリッジがプロデュースを担当した。シカゴ・サンタイムズは次のように評している。「ハード・ロックからゴスペルまで、『Hornet's Nest』は誇るべきモダンなサウンドで、ブラック・キーズやジャック・ホワイトなどと並べても違和感はない。」
2013年、ウォーカーはブルースの殿堂に迎え入れられた.。これに加え、この年、ウォーカーはブルース音楽賞の4部門にノミネートされている。
彼のアルバム『Everybody Wants A Piece』（2015年）はグラミー賞にノミネートされた。この年12月初旬のパッチコード・ニュースのインタビューでウォーカーは自身の音楽の哲学について、「自分のサウンドに他の文化の要素を加えることを恐れてるべきではない」と語っている。
ウォーカーは2025年4月30日、心臓系の疾患でニューヨーク州ポキプシーの病院にて死去した。75歳だった。

## 来日公演
ウォーカーは3回来日公演を行なってる。初来日は、1986年7月のジャパン・ブルース・カーニバルに出演したアール・キングとジョニー・アダムスのバックを務める形、続いて1995年12月にはクラレンス・"ゲイトマウス"・ブラウンとジョイントでのコンサートを東京、京都、大阪、名古屋で行なっている。2010年のジャパン・ブルース&ソウル・カーニバルには、急病でキャンセルしたバーナード・アリソンの代役という形での出演をしているが、これが最後の来日となった。

## ディスコグラフィー

### アルバム
- 1986年『Cold is the Night』 (HighTone)
- 1988年『The Gift』 (HighTone)
- 1989年『Blue Soul』 (HighTone)
- 1991年『Live At Slim's, Volume One』 (HighTone)
- 1992年『Live At Slim's, Volume Two』 (HighTone)
- 1993年『Blues Survivor』 (Verve/Gitanes/Polygram)
- 1994年『JLW』 (Verve/Gitanes/Polygram)
- 1995年『Blues Of The Month Club』 (Verve/Gitanes/Polygram)
- 1997年『Great Guitars』 (Verve/Gitanes/Polygram)
- 1998年『Preacher And The President』 (Verve/Gitanes/Polygram)
- 1999年『Silvertone』 (Verve/Gitanes/Polygram)
- 2001年『Guitar Brothers (JSP) ※オーティス・グランド
- 2002年『In The Morning』 (Telarc)
- 2002年『Pasa Tiempo』 (Evidence Music)
- 2002年『$he's My Money Maker - The Slide Guitar Album』 (JSP)
- 2003年『Ridin' High - Live』 (HighTone)
- 2004年『New Direction』 (Provogue)
- 2006年『Playin' Dirty』 (JSP)
- 2008年『Witness To The Blues』 (Stony Plain)
- 2009年『Between A Rock And The Blues』 (Stony Plain)
- 2010年『Joe Louis Walker's Blues Conspiracy Live On The Legendary Rhythm & Blues Cruise』 (Dixie Frog)
- 2012年『Hellfire』 (Alligator)
- 2014年『Hornet's Nest』 (Alligator)
- 2015年『Everybody Wants A Piece』 (Provogue)
- 2018年『Journeys To The Heart Of The Blues』 (Alligator) ※ブルース・カッツ、ジャイルズ・ロブソンとの共演
- 2020年『Blues Comin' On』 (Cleopatra)
- 2021年『Eclectic Electric』 (Cleopatra)
- 2023年『Weight Of The World』 (Forty Below)
- 2025年『Cold is the Night Reimagined』  (Valley Entertainment)

### DVD
- 2001年『Live At 'On Broadway'』 (Blues Express)
- 2003年『Joe Louis Walker in Concert』 (inakustik)
- 2019年『Viva Las Vegas Live』 (Cleopatra) ※DVD+CDセット